# Parque nacional Jotunheimen
El parque nacional Jotunheimen (“Casa de los Gigantes”) (noruego: Jotunheimen nasjonalpark) es un parque nacional en Noruega, reconocido como una de las principales zonas de senderismo y pesca del país. El parque nacional abarca 1.151 km² y forma parte del área más grande de Jotunheimen. Más de 250 picos se elevan por encima de los 1.900 metros, incluidos los dos picos más altos del norte de Europa: Galdhøpiggen a 2.469 metros, y Glittertind a 2.465 metros.
El parque nacional cubre la mayor parte de la región montañosa de Jotunheimen, incluido Hurrungane, pero Utladalen y sus alrededores se encuentran dentro del Área de Protección del Paisaje de Utladalen. Geográficamente, se encuentra en los condados Oppland y Sogn og Fjordane. Geológicamente, el Jotunheimen es una provincia precámbrica. Los glaciares han tallado los macizos rocosos de gabro de Jotunheimen, dejando numerosos valles y muchos picos.
La fauna incluye renos, alces, ciervos, glotones y linces. La mayoría de los lagos y ríos tienen truchas.

## Historia
Jotunheimen ha sido territorio de caza desde  tiempos prehistóricos. Se han encontrado campamentos de caza de la Edad de Piedra cerca de los lagos Gjende y Russvatnet. Estos restos se extienden a través del bronce y la Edad del Hierro, hasta los tiempos históricos. Los pastos altos se han utilizado por la trashumancia durante al menos 1000 años.
Un decreto de "Royal Road" del siglo XV requirió que los residentes de Lom mantuviesen el paso de montaña de Sognefjell en buen estado permitiendo que la gente del norte de Gudbrandsdal accediera a la ciudad comercial de Bergen. Las caravanas llevaban productos agrícolas por las montañas y regresaban con sal, hierro, tela y lutefisk.
El nombre Jotunheimen, u "Hogar de los Gigantes" es de uso relativamente reciente. Aasmund Olavsson Vinje (1818-1879), un famoso poeta y periodista noruego que es recordado por su uso pionero de nynorsk, además de ser un exponente del nacionalismo romántico noruego, acuñó el término en 1862, y lo adoptó del "Jotunfjellene" de Keilhau, las montañas de los gigantes.  En 1909 fue levantado un monumento a Aa. O.Vinje en el extremo occidental del lago Bygdin en su querido Eidsbugarden cerca del hoy parque nacional, donde tenía una cabaña privada. Viejos amigos y seguidores querían conmemorar su contribución al reconocimiento de la naturaleza noruega y al fortalecimiento de la identidad nacional noruega. 

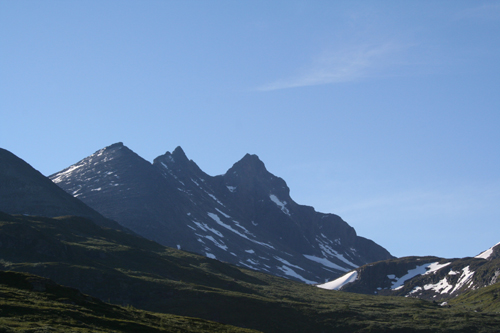
Hurrungane

Hoy Eidsbugarden es un centro turístico de montaña bastante grande, con un hotel de 1909 recientemente restaurado que reabrió en el verano de 2007, una cabaña de la Asociación Noruega de Turismo de Montaña (DNT) y aproximadamente 160 cabañas privadas. Se puede llegar en coche o barco en verano y en moto de nieve en invierno.
En 1869 el DNT construyó su primera cabaña en las orillas del lago Tyin. Hoy las cabañas turísticas del DNT hacen de esta zona una de las zonas de turismo más desarrolladas de Europa. También hay un número restringido de cabañas privadas en los lagos.
Por Real Decreto en diciembre de 1980, se estableció inicialmente un parque nacional de 1145 kilómetros cuadrados en el corazón de Jotunheimen. Incluye gran parte de lo mejor de la región, incluida la meseta de Galdhø, el macizo de Glittertind, Hurrungane y el área de Gjende. El parque enlaza con la Reserva Natural de Utladalen, un área de 300 kilómetros cuadrados.